# アイ・ソー・ハー・スタンディング・ゼア
「アイ・ソー・ハー・スタンディング・ゼア」（I Saw Her Standing There）は、ビートルズの楽曲である。1963年に発売された1作目のイギリス盤公式オリジナル・アルバム『プリーズ・プリーズ・ミー』にオープニング・トラックとして収録された。マッカートニー＝レノン名義となっているが、主にポール・マッカートニーによって書かれた楽曲。アメリカでは、1963年12月にキャピトル・レコードから発売された第1弾シングル『抱きしめたい』のB面に収録され、1964年2月8日付のBillboard Hot 100で最高位14位を記録し、11週にわたってチャートインした。
2004年に発表された『ローリング・ストーン』誌が選んだ「The 500 Greatest Songs of All Time」と「The 100 Greatest Guitar Songs of All Time」、さらに「The 100 Greatest Beatles Songs」において、それぞれ第140位、第45位、第16位に選ばれた。

## 背景・曲の構成
当初の曲名は「Seventeen」で、サウスポートランカシャーでの仕事からの帰り道、マッカートニーが1960年にリヴァプールで聴いた民俗音楽「Seventeen Come Sunday」を現代風にアレンジした楽曲として考案された。ビートルズの伝記作家であるマーク・ルイソンによると、マッカートニーは1962年10月22日の夕方に友人のロリー・ストームの実家で、アコースティック・ギターを使用してコードとアレンジを練り上げたとのこと。2日後、マッカートニーは当時17歳だったガールフレンドのセリア・モーティマーとロンドンを訪れた時に歌詞を書いた。この約1か月後にフォースリン・ロードにある自宅でジョン・レノンと共に完成させ、1962年12月にハンブルクのスター・クラブで演奏された。なお、マッカートニーは本作をロリー・ストーム&ザ・ハリケーンズに提供する予定だったが、曲を聴いたブライアン・エプスタインによって却下された。
ベース・リフはチャック・ベリーの楽曲「アイム・トーキング・アバウト・ユー」より引用しており、マッカートニーは「まったく同じフレーズを演奏したら、それがうまく曲に合っていた」と語っている。なお、ビートルズは「アイム・トーキング・アバウト・ユー」を演奏したことがあり、この音源は1977年に発売された非公式ライブ・アルバム『デビュー! ビートルズ・ライヴ'62』に収録された。
歌詞は、リバプール芸術学校で使用していたノートに記された。1992年に出版されたマイク・マッカートニーの著書『Remember: The Recollections and Photographs of Michael McCartney』には、マッカートニーとレノンがアコースティック・ギターで音を鳴らしながらノートに歌詞を記している様子を捉えた写真が掲載されている。1988年のマーク・ルイソンとのインタビューでマッカートニーは「ジョンと一緒に書いた曲。学校を休んで、ギターで書いた。「Well she was just seventeen / Never been a beauty queen（彼女はちょうど17歳 / 絶世の美女ってわけじゃない）」という歌詞だったんだけど、ジョンに「何だって？それじゃ駄目だ」って言われた。初めてのことだったよ。そこで「You know what I mean（意味わかるだろ？）」に変えたんだ」と語っている。レノンも1980年の『プレイボーイ』誌のインタビューで「ポールがいつもの調子で作った曲で、ジョージ・マーティンが「ウケ狙い」と呼んでいた。歌詞をちょっと手伝った」と語っている。

## レコーディング
「アイ・ソー・ハー・スタンディング・ゼア」の最初のレコーディングは、1962年10月頃にキャヴァーン・クラブで行われたライブ・レコーディングで、現在リリースされたアレンジよりもテンポが遅かった。このレコーディングにおいて、レノンは1曲を通してギターを演奏せず、ハーモニカを演奏するのみだった。
1963年2月11日にEMIレコーディング・スタジオにて2度目のレコーディングが行われ、レコーディング・エンジニアはノーマン・スミスが担当した。アルバム『プリーズ・プリーズ・ミー』のためのレコーディング・セッションは、同日午前10時にスタジオに入り、約3時間のセッションを3回繰り返し、10時間弱ですでにシングル曲として発表されていた4曲を除く10曲をレコーディングするというスケジュールで行われた。本作は「ゼアズ・ア・プレイス」の次いで2曲目に録音された楽曲で、9テイクを要した。録音されたテイクのうち、最終テイクとなるテイク9のみ、マッカートニーによる「one, two, three, four!」というカウントが入っていた。昼休みを終え、マーティンは最初のテイクにハンドクラップを加えることを提案。ビートルズはテイク1にハンドクラップを加え、テイク数は12となった。
1963年2月25日にミキシングが行なわれ、テイク9に入っているマッカートニーによるカウントがテイク12の冒頭に継ぎ足された。通常カウントは、最終ミックスの段階でカットされるが、アルバムにライブ演奏のような雰囲気を演出したかったプロデューサーのジョージ・マーティンの意図によりそのまま残されることとなった。なお、アメリカで1963年7月22日にヴィージェイ・レコードより発売された編集盤『Introducing... The Beatles』収録テイクでは、このカウントがフリーランスのサウンド・エンジニアによってカットされている。
本作は、1963年3月から1964年5月にわたって、BBCラジオ用に演奏が録音されており、1963年10月に録音した演奏は同月20日に『Easy Beat』で放送された後、1994年に発売された『ザ・ビートルズ・ライヴ!! アット・ザ・BBC』に収録され、1963年9月7日に録音した演奏は10月5日に『Saturday Club』で放送された後、2013年に発売された『オン・エア〜ライヴ・アット・ザ・BBC Vol.2』に収録された。
1996年に発売されたシングル『フリー・アズ・ア・バード』にはテイク9、2013年にiTunes限定で配信されたアルバム『The Beatles Bootleg Recordings 1963』にはテイク2が収録された。

## 評価
『オールミュージック』のスティーヴン・トマス・アールワインは、本作について「彼らの最高のロッカーの1つで、驚くべきハーモニーとメロディの進行で構成されている」と評し、音楽ジャーナリストのグレイル・マーカスは、本作のマッカートニーによるカウントを引き合いに「今まで聴いた中で最もエキサイティングなロックンロールだった」と評している。
『ローリング・ストーン』誌が発表した「The 500 Greatest Songs of All Time」では第140位、「The 100 Greatest Guitar Songs」では第45位、「The 100 Greatest Beatles Songs」では第16位にランクインしている。

## クレジット
※出典
- ポール・マッカートニー - リード・ボーカル、ベース、ハンドクラップ（英語版）
- ジョン・レノン - リズムギター、ハーモニー・ボーカル、ハンドクラップ
- ジョージ・ハリスン - リードギター、ハンドクラップ
- リンゴ・スター - ドラム、ハンドクラップ

## チャート成績（ビートルズ版）

### 週間チャート
| チャート (1964年)                   | 最高位 |
| ----------------------------------- | ------ |
| オーストラリア (Kent Music Report)  | 1      |
| ベルギー (Ultratop 50 Wallonia)     | 20     |
| ニュージーランド (Lever Hit Parade) | 1      |
| スウェーデン (Sverigetopplistan)    | 13     |
| US Billboard Hot 100                | 14     |

| チャート (2010年)   | 最高位 |
| ------------------- | ------ |
| UK シングルス (OCC) | 90     |

| チャート (2013年)              | 最高位 |
| ------------------------------ | ------ |
| 日本 (Billboard Japan Hot 100) | 90     |

### 年間チャート
| チャート (1964年)    | 順位 |
| -------------------- | ---- |
| US Billboard Hot 100 | 95   |

## カバー・バージョン

### メンバーによるセルフカバー
レノンはエルトン・ジョン・バンドともに、1974年11月28日にマディソン・スクエア・ガーデンで開催されたライブで演奏した。この時の音源は、1975年に発売されたシングル『フィラデルフィア・フリーダム』のB面に収録された。後に1976年に発売されたライブ・アルバム『ヒア・アンド・ゼア〜ライブ・イン・ロンドン&N.Y.』や、1990年代に発売されたボックス・セット『トゥ・ビー・コンティニュード』にも収録された。なお、このライブがレノンの生前最後のライブ演奏となり、レノンが死去した翌年3月にシングル盤が発売され、全英シングルチャートで最高位40位を記録した。
マッカートニーは、1986年のプリンス・トラストのチャリティー・コンサートで、エルトン・ジョン、エリック・クラプトン、フィル・コリンズ、マーク・ノップラー、レイ・キングと共に演奏。その後1989年から1990年にかけて行なわれたワールドツアー、1991年の「Unplugged Tour」、1993年の「New World Tour」、2002年の「Driving World Tour」、2003年の「Back in the World Tour」、2004年の「Summer Tour」、2009年の「Summer Live Tour」などでも演奏しており、『ポール・マッカートニー・ライブ!!』、『バック・イン・ザ・U.S. -ライブ2002』、『バック・イン・ザ・ワールド』などのライブ・アルバムにライブ音源が収録されている。なお、1987年に発売されたカバー・アルバム『バック・イン・ザ・U.S.S.R.』制作時に、ソロ・バージョンのレコーディングが行われたが、未発表のままとなっている。
1988年にビートルズがロックンロールの殿堂入りをした際に、式典に出席したジョージ・ハリスンとリンゴ・スターは、ブルース・スプリングスティーン、ビリー・ジョエル、ミック・ジャガー、ボブ・ディランらと共に本作を演奏した。これにより、ビートルズの楽曲でメンバー全員が解散後に演奏した唯一の例となった。

### ティファニーによるカバー
1988年にティファニーによるカバー・バージョン「アイ・ソー・ヒム・スタンディング・ゼア」（I Saw Him Standing There）が発表され、後に発売されたアルバム『ティファニー』にも収録された。なお、英語圏では性別を違えて歌うことはほとんどなく、その代わり歌詞や楽曲のタイトルを性別に合うように変更することが通例となっており、ティファニーによるカバー・バージョンもこの例に倣って、「アイ・ソー・ヒム・スタンディング・ゼア」と歌詞とタイトルが女性目線に変更されている。
日本で発売された8cmシングル盤には、カップリング曲として「ときめきハート」が収録された。この楽曲は、明治製菓「MARBLE」のCMソングとして使用された。
ライブで演奏した際の映像で構成されたミュージック・ビデオが存在している。

#### 発売形態と収録曲
| #         | タイトル                                                             | 作詞・作曲                                     | 時間  |
| --------- | -------------------------------------------------------------------- | ---------------------------------------------- | ----- |
| 1.        | 「アイ・ソー・ヒム・スタンディング・ゼア」(I Saw Him Standing There) | レノン＝マッカートニー                         | 3:58  |
| 2.        | 「ゴッタ・ビー・ラブ」(Gotta Be Love)                                | ジョン・ドワーティ （ 英語版 ） マーク・ポール | 4:16  |
| 3.        | 「Mr.マンボ」(Mr. Mambo)                                             | ジョン・ドワーティ マーク・ポール              | 5:45  |
| 合計時間: | 合計時間:                                                            | 合計時間:                                      | 13:59 |

| #         | タイトル                                                                         | 作詞・作曲                                     | リミキサー   | 時間  |
| --------- | -------------------------------------------------------------------------------- | ---------------------------------------------- | ------------ | ----- |
| 1.        | 「アイ・ソー・ヒム・スタンディング・ゼア」(I Saw Him Standing There (Dance Mix)) | レノン＝マッカートニー                         | ビル・スミス | 6:31  |
| 2.        | 「ゴッタ・ビー・ラブ」(Gotta Be Love)                                            | ジョン・ドワーティ （ 英語版 ） マーク・ポール |              | 4:16  |
| 3.        | 「Mr.マンボ」(Mr. Mambo)                                                         | ジョン・ドワーティ マーク・ポール              |              | 5:45  |
| 合計時間: | 合計時間:                                                                        | 合計時間:                                      | 合計時間:    | 16:32 |

| #         | タイトル                                                             | 作詞・作曲                        | 時間 |
| --------- | -------------------------------------------------------------------- | --------------------------------- | ---- |
| 1.        | 「アイ・ソー・ヒム・スタンディング・ゼア」(I Saw Him Standing There) | レノン＝マッカートニー            | 3:58 |
| 2.        | 「Mr.マンボ」(Mr. Mambo)                                             | ジョン・ドワーティ マーク・ポール | 5:45 |
| 合計時間: | 合計時間:                                                            | 合計時間:                         | 9:43 |

| #         | タイトル                                                             | 作詞・作曲                        | 時間 |
| --------- | -------------------------------------------------------------------- | --------------------------------- | ---- |
| 1.        | 「アイ・ソー・ヒム・スタンディング・ゼア」(I Saw Him Standing There) | レノン＝マッカートニー            | 4:01 |
| 2.        | 「ときめきハート」(Can't Stop A Heartbeat)                           | ジョン・ドワーティ マーク・ポール | 4:14 |
| 合計時間: | 合計時間:                                                            | 合計時間:                         | 8:15 |

| #         | タイトル                                                                         | 作詞・作曲                                     | リミキサー                      | 時間  |
| --------- | -------------------------------------------------------------------------------- | ---------------------------------------------- | ------------------------------- | ----- |
| 1.        | 「ふたりの世界」(I Think We're Alone Now (Extended Version))                     | リッチー・コーデル （ 英語版 ） マーク・ポール | ビル・スミス ジョン・ドワーティ | 6:40  |
| 2.        | 「アイ・ソー・ヒム・スタンディング・ゼア」(I Saw Him Standing There (Dance Mix)) | レノン＝マッカートニー                         | ビル・スミス                    | 6:33  |
| 3.        | 「ときめきハート」(Can't Stop A Heartbeat (Long Version))                        | ジョン・ドワーティ マーク・ポール              |                                 | 4:51  |
| 4.        | 「Mr.マンボ」(Mr. Mambo)                                                         | ジョン・ドワーティ マーク・ポール              |                                 | 5:48  |
| 5.        | 「ときめきハート」(Can't Stop A Heartbeat (Long Version))                        | ジョン・ドワーティ マーク・ポール              |                                 | 4:51  |
| 合計時間: | 合計時間:                                                                        | 合計時間:                                      | 合計時間:                       | 28:43 |

#### チャート成績（ティファニー版）
| チャート (1988年)                    | 最高位 |
| ------------------------------------ | ------ |
| オーストラリア (ARIA)                | 10     |
| アイルランド (IRMA)                  | 4      |
| 日本 (オリコン)                      | 64     |
| オランダ (Single Top 100)            | 40     |
| ニュージーランド (Recorded Music NZ) | 3      |
| UK シングルス (OCC)                  | 8      |
| US Billboard Hot 100                 | 7      |

### その他のアーティストによるカバー
- リトル・リチャード - 1970年に発売されたアルバム『The Rill Thing（英語版）』に収録[50]。
- マギー・ベル - 1975年に発売されたアルバム『Suicide Sal』に収録[51]。
- 沢田研二 - 1978年に発売されたライブ・アルバム『ジュリー・ロックン・ツアー'78 田園コロシアム・ライヴ』（カセットテープ KMF1021）に収録。
- ボブ・ウェルチ - 1979年に発売されたアルバム『Three Hearts』に収録[52]。
- ジェリー・ガルシア - 1982年に発売されたアルバム『Run for the Roses』に収録。
- ザ・フー - 1982年にシェイ・スタジアムで開催されたライブツアーで披露。この模様は2015年に発売された映像作品『ライヴ・アット・シェイ・スタジアム 1982』に収録された。
- ダイアナ・ロス&ザ・スプリームス - 2008年に発売されたコンピレーション・アルバム『Let The Music Play: Supreme Rarities: Motown Lost & Found (1960-1969)』に収録[53]。ティファニーによるカバー・バージョンと同様に、歌詞とタイトルが女性目線に変更されている。
- チューブス（英語版） - 1996年に発売されたアルバム『Goin' Down』に収録[54]。
- つんく♂ - 2000年に発売されたNHK-BSでの企画によるビートルズのカバー・アルバム『A HARD DAY'S NIGHT つんくが完コピーやっちゃったヤァ!ヤァ!ヤァ! Vol.1』に収録。
- ジム・リー（英語版） - 2002年に発売されたアルバム『Therapy』に収録[55]。
- ビータリカ - 2013年に発売されたアルバム『Beatallica』に収録[56]。
- ヒメーシュ・パテル - 2019年に公開された映画『イエスタデイ』の劇中で演奏。同作のサウンドトラック盤にも収録された[57]。